# ديمون سميث
ديمون سميث (بالإنجليزية: Damon Smith)‏ هو عازف جاز أمريكي، ولد في 17 أكتوبر 1972 في سبوكين في الولايات المتحدة.

## وصلات خارجية
- ديمون سميث على موقع ميوزك برينز (الإنجليزية)
- ديمون سميث على موقع أول ميوزيك (الإنجليزية)
- ديمون سميث على موقع ديسكوغز (الإنجليزية)